# Georg von Döbeln
Georg Gabriel Napoleon von Döbeln, född den 7 oktober 1904 i Huddinge församling, Stockholms län, död den 20 januari 1995 i Ludgo församling, Södermanlands län, var en svensk militär.  
von Döbeln avlade studentexamen i Göteborg 1925. Han blev fänrik i Gotlands artillerikår 1928 och underlöjtnant vid kåren 1929. von Döbeln genomgick Artilleri- och ingenjörhögskolan 1932–1934 och Krigshögskolan 1934–1936. Han befordrades till kapten vid kåren 1939, med tjänstgöring vid försvarsstaben från 1941. Han fick transport 1943 till Bodens artilleriregemente, där han blev major 1947 och överstelöjtnant 1951. von Döbeln var lärare vid Artilleri- och ingenjörhögskolan 1949–1951 och chef där 1951–1956. Han förflyttades till Svea artilleriregemente 1956, befordrades till överste  i Femte militärområdets reserv 1957 och var befälhavare i Örebro försvarsområde 1957–1968. von Döbeln blev riddare av Svärdsorden 1948 och kommendör av samma orden 1963. Han vilar på Ludgo kyrkogård.